# Specjalizacja międzygałęziowa
Specjalizacja międzygałęziowa oznacza koncentrację produkcji w całych gałęziach lub działach gospodarki narodowej, a jednocześnie rezygnacje lub ograniczenie produkcji w innych gałęziach lub działach. Taki typ specjalizacji był charakterystyczny dla tradycyjnego międzynarodowego podziału pracy, w którym kraje wysoko rozwinięte specjalizowały się głównie w produkcji przemysłowej, a słabo rozwinięte w gałęziach surowcowych i w rolnictwie.